# جورج كار (لاعب كرة قاعدة)
جورج كار (بالإنجليزية: George Carr)‏ هو لاعب كرة قاعدة أمريكي، ولد في 2 سبتمبر 1894 في أتلانتا في الولايات المتحدة، وتوفي في 14 يناير 1948 في ماكفرسون في الولايات المتحدة.